# Московське повстання (1905)
Московське повстання 1905 року або Грудневе повстання в Москві — назва масових заворушень, що відбувались у Москві 20—31 грудня 1905 року; кульмінаційний епізод Революції 1905 року. Поразка повстання спричинило стрімку контрреволюцію, що тривала до 1907 року.

## Причини
У жовтні 1905 року у Москві почався страйк, метою якого було досягнення економічних поступок і політичної свободи. Страйк охопив усю країну та переріс у Всеросійський жовтневий політичний страйк. 12—18 жовтня у різних галузях промисловості страйкували понад 2 млн осіб.
Той загальний страйк і, передусім, страйк залізничників, змусили імператора піти на поступки — 17 жовтня було видано Маніфест «Про вдосконалення державного порядку». Він дарував громадянські свободи: недоторканності особи, свободу совісті, слову, зборів та союзів. Було обіцяно скликати Державної думи.
Виникли професійні та професійно-політичні союзи, Ради робітничих депутатів, посилювались соціал-демократична партія та партія соціалістів-революціонерів, була створена Конституційно-демократична партія, «Союз 17 жовтня», «Союз Російського Народу» тощо.
Маніфест 17 жовтня став серйозною перемогою, але крайні ліві партії (більшовики й есери) не підтримали його. Більшовики оголосили про бойкот 1-ї Думи та продовжували курс на збройне повстання, ухвалений ще у квітні 1905 року на III з'їзді РСДРП в Лондоні (партія меншовиків не підтримувала ідею збройного повстання, яку розробляли соціал-демократи-революціонери, тобто більшовики, та проводила паралельну конференцію в Женеві).

## Перебіг подій

### Підготовка
До 23 листопада московським цензурним комітетом було порушено кримінальні переслідування проти редакторів ліберальних газет: «Вечірня пошта», «Голос життя», «Новини дня», проти соціал-демократичної газети «Московська правда».
10 грудня у Москві вийшов перший номер легальної більшовицької газети «Боротьба», кошти на яку виділив видавець Сергій Скірмунт. Газета була присвячена цілком революційному руху робітничого класу. Разом вийшло 9 номерів; останній вийшов із закликом «До всіх робітників, солдатів і трударів!», що спонукав до загального політичного страйку та збройного повстання.
У грудні було порушено кримінальні переслідування проти редакторів більшовицьких газет «Боротьба» і «Вперед». У грудневі дні зазнали переслідувань редактор ліберальної газети «Російське слово», а також редактори сатиричних журналів «Жало» і «Шрапнель».
5 грудня 1905 року, в училищі Фідлера зібралась перша московська Рада робітничих депутатів (за іншими джерелами відбулось засідання Московської міської конференції більшовиків), яка вирішила оголосити 7 грудня загальний політичний страйк та перевести його у збройне повстання. Училище Фідлера вже давно було одним із центрів, в якому збирались революційні організації, там часто відбувались і мітинги.

### Страйк
7 грудня страйк розпочався. У Москві зупинились найбільші підприємства, припинилась подача електроенергії, зупинились трамваї, зачинились крамниці. Страйк охопив близько 60 % московських заводів і фабрик, до нього технічний персонал і частину службовців Московської міської Думи. На багатьох великих підприємствах Москви робітники не вийшли на роботу. Відбулись мітинги та зібрання під охороною збройних дружин. Найбільш підготовлена й добре озброєна дружина була організована Миколою Шмітом на його фабриці на Прісні.
Було паралізовано залізничне сполучення (діяла тільки Миколаївська дорога до Санкт-Петербурга, яку обслуговували солдати). З 4 години дня місто накрила темрява, оскільки Рада заборонила запалювати ліхтарі, багато з яких було до того ж розбито. У такій ситуації 8 грудня московський генерал-губернатор Федір Дубасов оголосив у Москві та всій Московській губернії надзвичайний стан.
У ніч з 7 на 8 грудня були заарештовані члени московського комітету РСДРП Віргілій (Марат) і Михайло Васильєв-Южин. Остерігаючись заворушень у частинах Московського гарнізону, генерал-губернатор Федір Дубасов наказав роззброїти й не випускати з казарм частину солдат.

### 8 грудня. Сад «Акваріум»
Перша сутичка, поки без крові, сталась 8 грудня увечері в саду «Акваріум» (поблизу сучасної Тріумфальної площі біля Театру імені Мосради). Поліція спробувала розігнати багатотисячний мітинг, роззброївши присутніх на ньому дружинників. Однак діяла вона дуже нерішуче, й більшість дружинників зуміли сховатись, сягнувши через невисокий паркан. Кілька десятків заарештованих наступного дня були звільнені.
Однак тієї ж ночі чутки про масовий розстріл мітингувальників спонукнули кількох есерівських бойовиків на здійснення першого теракту: пробравшись до будівлі охоронного відділення, вони метнули до її вікон дві бомби. Одну особу було вбито, ще кількох — поранено.

### 9 грудня. Обстріл будинку Фідлера

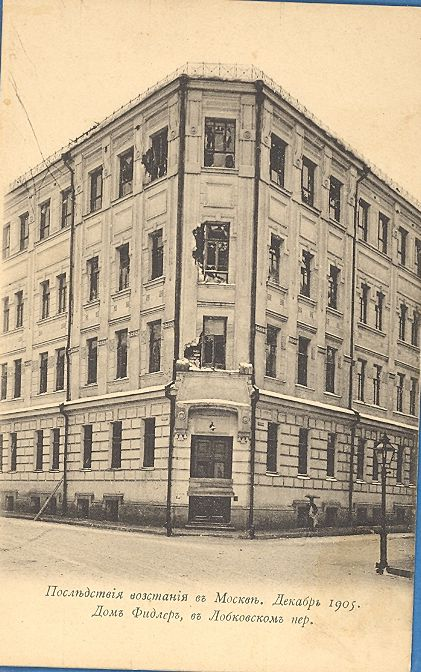
Вид на будинок Фідлера після боїв. Поштова листівка

Увечері 9 грудня в училищі Фідлера зібралось близько 150—200 дружинників, гімназистів, студентів, учнівської молоді. Обговорювався план захоплення Миколаївського вокзалу з метою перерізати сполучення Москви з Петербургом. Після зборів дружинники хотіли йти роззброювати поліцію. До 21-ї години будинок Фідлера було оточено військами, які висунули ультиматум про здачу. Після відмови армія провела артилерійський обстріл будинку. Лише тоді дружинники здались, втративши трьох осіб убитими й 15 пораненими. Потім частина тих, хто здався була посічена уланами. Багато хто з фідлерівців зазнали поранень, а близько 20 осіб було зарубано. Незначній частині дружинників удалось втекти. У подальшому 99 осіб постали перед судом, але більшість із них були виправдані. Сам Іван Фідлер також був заарештований та, пробувши кілька місяців у Бутирці, поспішив продати будинок та виїхати за кордон.
Розгром училища Фідлера урядовими військами відзначив перехід до збройного повстання. Вночі та упродовж наступного дня Москва вкрилась сотнями барикад.

### Відкрите протистояння
10 грудня будівництво барикад розгорнулось усюди. Барикади, зруйновані військами та поліцією, до 11 грудня активно відновлювались.
Дружинники, озброєні закордонною зброєю, почали атакувати солдат, поліцейських та офіцерів. Мали місце факти мародерства, грабування складів та убивства пересічних громадян. Повстанці виганяли городян на вулицю та змушували будувати барикади. Московська влада самоусунулась від боротьби з повстанням і не жодним чином не підтримувала армію.
Бої тривали на Кудринській площі, Арбаті, Лісовій вулиці, на Серпуховській та Каланчівській площах, поблизу з Червоними воротами.
Увечері 10 грудня повстанці розграбували зброярні Торбека й Тарнопольського. Перший значно постраждав, оскільки там від пожежі стався вибух. Решта торгували тільки револьверами — єдиним товаром, на який був попит.
10 грудня повстанці зрозуміли, що свій тактичний план: затиснути в Садове кільце центр, просуваючись до нього від околиць, вони виконати не змогли. Райони міста виявились розрізненими й управління повстанням перейшло до рук районних Рад та уповноважених Московського комітету РСДРП у тих районах. В руках повстанців опинились: район Бронних вулиць, який обороняли студентські дружини, Грузини, Прісня, Міуси, Симонове. Загальноміське повстання роздрібнилось, перетворившись на серію повстань районів. Повстанцям було необхідно терміново змінити тактику, прийоми та способи ведення вуличних боїв.

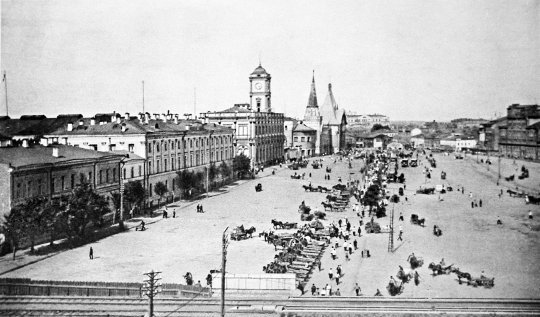
Каланчівська площа перед Миколаївським та Ярославським вокзалами

До 12 грудня більша частина міста, всі вокзали, окрім Миколаївського, були в руках повстанців.
У лазнях Бірюкова прісненські революціонери організували шпиталь. Старі згадували, що у перервах між боями там парились дружинники, які обороняли барикади, зведені біля Горбатого мосту та Кудринської площі.
Вночі з 14 на 15 грудня з Петербурга прибули 2 тисячі солдат Семенівського лейб-гвардии полку.
До ранку 15 грудня, коли солдати Семенівського полку прибули до Москви, козаки та драгуни за підтримки артилерії відтіснили повстанців з їхніх опорних районів на Бронних вулицях та Арбаті. Подальші бойові дії за участі гвардійців тривали на Прісні навколо фабрики Шміта, перетвореної тоді на арсенал, друкарню й лазарет для живих повстанців і морг для загиблих.
15 грудня поліція затримала 10 дружинників. У них виявилось листування, з якого витікало, що у повстанні замішані такі багаті підприємці, як Савва Морозов (у травні був знайдений застріленим у номері готелю в Каннах (Франція)) і 22-річний Микола Шміт, який успадкува фабрику меблів, а також частина ліберальних кіл Росії, які через газету «Московські відомості» передавали значні кошти «борцям за свободу».
Сам Микола Шміт і дві його молодших сестри всі дні повстання очолювали штаб фабричної дружини, координуючи дії груп її дружинників один з одним та з керівниками повстання, забезпечуючи роботу саморобного пристрою друку — гектографа. Для конспірації Шміти перебували не в родинному маєтку при фабриці, а на найманій квартирі на Новинському бульварі.
16-17 грудня центром боїв стала Прісня, де зосередились дружинники. Семенівський полк зайняв Казанський вокзал і кілька прилеглих залізничних станцій. Був відряджений загін з артилерією й кулеметами для придушення повстання на станціях Перове й Люберці Казанської залізниці.
Також 16 грудня до Москви прибули нові військові частини: Кінно-гренадерський полк, частина гвардійської артилерії, Ладозький полк і залізничний батальйон.

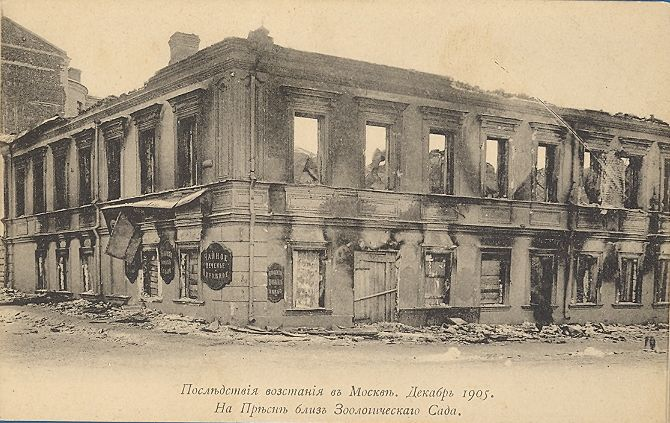
Наслідки боїв. Рештки будинку на Прісні в районі зоопарку. Поштова листівка

Для придушення заколоту поза Москвою командир Семенівського полку полковник Георгій Мін виділив зі свого полку шість рот під командою 18 офіцерів і під началом полковника Миколи Рімана. Той загін було спрямовано до робітничих поселень, заводів і фабрик лінією Московсько-Казанської залізниці. Без суду було розстріляно понад 150 осіб, з яких найвідомішим був Олексій Ухтомський..
Вранці 17 грудня Миколу Шміта було заарештовано. Тоді ж артилерія Семенівського полку почала обстріл його фабрики. Того ж дня фабрика й сусідній маєток Шмітів згоріли. При цьому частина їхнього майна встигли розтягнути не зайняті на барикадах місцеві жителі-пролетарі.
Підрозділи лейб-гвардії Семенівського полку захопили штаб революціонерів — фабрику Шміта, сліпо обстріляли за допомогою артилерію Прісню та звільнили робітників фабрики Прохорова, яких репресували революціонери.
До 19 грудня повстання було придушене.

## Пам'ять
У Пресненському районі Москви
- Історично-меморіальний музей «Прісня» та світло-динамічна діорама «Героїчна Прісня. 1905 рік».
- Вулиця 1905 Року та станція метро «Вулиця 1905 Року».
- Пам'ятник героям революції.
- Парк імені Грудневого збройного повстання зі скульптурою «Камінь — зброя пролетаріату» й обеліском «Героям грудневого збройного повстання 1905 року».

### У філателії
Подіям на Червоній Прісні під час повстання у Москві присвячено поштові марки СРСР:

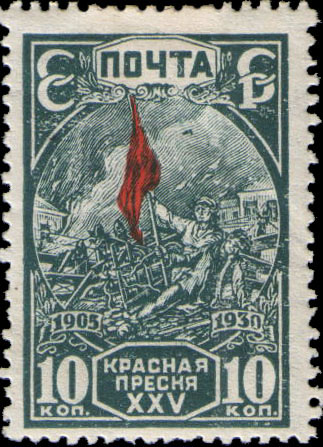
Поштова марка СРСР, 1930
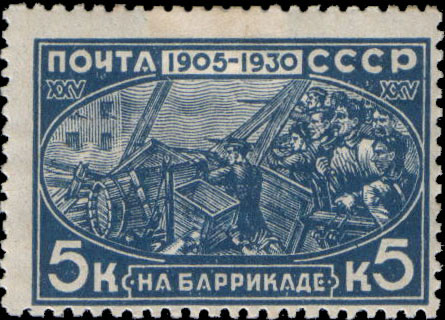
Поштова марка СРСР, 1930